# KTM
La Kronreif und Trunkenpolz Mattighofen (KTM) è un'azienda austriaca costruttrice di motocicli. Fu fondata nel 1934 dall'ingegnere Hans Trunkenpolz a Mattighofen.

## Storia
Inizialmente nel 1934 la KTM era nata come un'officina per auto e motocicli gestita da Hans Trunkenpolz. Migliorando di anno in anno, anche con l'introduzione della produzione di bici, nel 1951 realizzò il primo progetto di moto della sua storia, la R 100, un motociclo leggero da 98 cm³. Due anni dopo un importante uomo d'affari, Ernst Kronreif, si offrì di amministrare l'azienda che ormai stava prendendo piede nel mercato motoristico austriaco. Da quel momento la fabbrica prese ufficialmente il nome KTM Motorfahrzeugbau AG.
La prima grande vittoria arrivò alla Sei Giorni del 1956, nella quale Egon Dornauer e Kurt Statzinger furono medaglia d'oro nella classe 125. A partire dal 1957 si iniziarono a produrre altri due modelli: la Trophy 125 per le competizioni, e lo scooter Mirabell. Intanto altri buoni risultati nelle competizioni fuoristrada arrivavano con il pilota Erwin Lechner, con i motori progettati dall'ingegnere austriaco Ludwig Apfelbeck.
A causa della crisi la produzione di motocicli viene sospesa ma vengono introdotti lo scooter Ponny e la prima bicicletta a motore. L'azienda inizia a specializzarsi nel settore fuoristradistico e nel 1964 forma la prima squadra ufficiale. Inoltre diventa una multinazionale e lancia alcuni modelli per il mercato negli Stati Uniti d'America. A partire dal 1970 inizia a produrre motori in proprio. Nello stesso anno Manfred Klerr conquista il campionato di motocross austriaco. All'alba del 1974 la fabbrica offre una gamma di 42 diversi modelli, tra motocicli da motocross, enduro e scooter. Inoltre il russo Gennadij Moiseev raggiunge il primo posto al mondiale di cross 250 cm³. Il mercato principale si sposta in Italia, e l'importatore italiano crea il Team Farioli per seguire l'attività sportiva.
La nuova tecnologia del radiatore raffreddato a liquido viene integrata sui veicoli, con i primi 125 cm³. È il 1981 quando più di tre quarti dei veicoli prodotti vengono esportati. Il continuo sviluppo delle moto porta la KTM ad essere la prima a fornire mezzi con freni a disco anteriori e posteriori. Nel 1987 un ulteriore passo avanti porta l'azienda a produrre motori a quattro tempi, tuttavia viene interrotta la produzione di ciclomotori e scooter.
A partire dal 1986 l'azienda iniziò a trovarsi in difficoltà finanziarie, aggravate da problemi di consegna agli importatori e a problemi tecnici sui mezzi da competizione. La situazione migliorò nel biennio 1987-88, con la trasformazione in società per azioni, ma peggiorò nuovamente dal 1990; dall'anno precedente la famiglia Trunkenpolz aveva ceduto la proprietà alla GIT Trust Holding dell'ex politico austriaco Josef Taus. La nuova proprietà puntò tutto sul settore biciclette, trascurando le moto, con risultati disastrosi: nel 1991 furono registrate perdite per 25 milioni di scellini austriaci, tanto da spingere la GIT Trust Holding a chiedere la liquidazione della società nel dicembre di quello stesso anno. L'anno successivo l'azienda fu salvata procedendo alla suddivisione della stessa in tre società distinte:
- KTM Sportmotorcycles GmbH; rinominata nel 1994 KTM Sportmotocycles AG (produttrice di motocicli);
- KTM Fahrrad GmbH (produttrice di biciclette);
- KTM Kühler GmbH (produttrice di radiatori).

La proprietà del ramo moto fu assunta da professionisti del settore, ex soci e collaboratori KTM, che procedettero al rilancio dell'azienda rivoluzionando la gamma creando il concetto di "Hard Enduro", ovvero modelli a quattro tempi da competizione destinati ai piloti privati.  Primo frutto della nuova KTM è la rinnovata LC4 (1993).
Nonostante la crisi la KTM ha continuato ad ottenere vittorie. Grazie anche all'organizzazione di importanti eventi motoristici insieme alla Red Bull torna attiva e nel 1995 acquista il gruppo Husaberg.
La SX-F 450 è stata la prima moto da cross a montare l'avviamento elettrico eliminando la pedivella per l'avviamento manuale. È fornita di due tipi di batteria per l'avviamento elettrico: una più piccola per le competizioni e l'altra più grande. Questa accensione permette di accendere tempestivamente la moto anche dopo varie cadute grazie all'avviamento a caldo mentre gli avversari pedalano accendendo la moto con più difficoltà e di conseguenza perdendo più tempo.
Negli anni 2006-2007 KTM ha sviluppato un nuovo progetto nell'ambito automobilistico presentando in anteprima al Salone di Ginevra del 2007 la KTM X-Bow.
Gli alti costi di sviluppo della X-Bow uniti ad altri investimenti sbagliati hanno messo la KTM in grave crisi nel biennio 2008-2009, ed il fantasma di un nuovo fallimento aleggiava sulla compagnia, che si è vista costretta a cercare un socio industriale forte.
Il supporto è infine arrivato da parte di Bajaj Auto, società indiana costruttrice di motocicli: l’ingresso della Bajaj Auto International Holdings BV (una controllata dell’indiana Bajaj Auto) è avvenuto con una partecipazione del 14,5% in KTM Power Sports AG; successivamente la Bajaj lancia il marchio KTM in India occupandosi della rete di vendita.
Bajaj ha gradualmente aumentato negli anni la sua partecipazione al 48%, il restante era controllato dalla Pierer Group. Dal 2011 viene spostata nello stabilimento della Bajaj di Chakan (Pune) la produzione delle motociclette KTM (da 125 cc a 390 cc) e Husqvarna (da 125 cc a 401 cc) per l’esportazione globale. Le cilindrate maggiori restano prodotte in Austria.
KTM ad ottobre 2019 acquista il 60% del costruttore spagnolo GasGas. Nell’ottobre 2021 avviene una ristrutturazione societaria: il controllo di KTM passa interamente alla holding austriaca Pierer Mobility AG che possiede anche il 100% di Husquarna Motorcycle; alla stessa holding passa anche il controllo di GasGas.
La Pierer Mobility AG a sua volta è partecipata al 73.9% dalla Pierer Bajaj AG, una società mista partecipata dall’austriaca Pierer Konzergesellschaft e l’indiana Bajaj Auto.
Il 3 novembre 2022, viene annunciata la cooperazione strategica tra MV Agusta Motor S.p.A. e Pierer Mobility AG stringendo un accordo di cooperazione strategica in cui KTM AG, sussidiaria di Pierer Mobility, fornirà il proprio supporto ad MV Agusta in ambito della gestione dell’ufficio acquisti. Inoltre, l’accordo prevede la parziale distribuzione della gamma MV Agusta attraverso la rete commerciale mondiale di Pierer Mobility.
Nel corso del mese di novembre 2022, KTM AG acquista una quota pari al 25,1% di MV Agusta attraverso un aumento di capitale. Nel gennaio 2023 la produzione indiana cumulativa di moto KTM e Husqvarna raggiunge il traguardo di un milione di unità.
Nell'autunno del 2024 viene diffusa la notizia che, a seguito di difficoltà finanziarie, l'azienda entra in amministrazione auto-controllata.

## Impegni agonistici

### Motomondiale

#### Classe 125
Nel motomondiale è stata presente nella classe 125 dal 2003 fino alla sua abolizione nel 2011, ottenendo come miglior risultato il titolo costruttori nel 2005, con i piloti Mika Kallio, Gábor Talmácsi e Julián Simón. Nel Motomondiale 2006 ha partecipato alla classe 125 con il modello 125 FFR condotto dal finlandese Mika Kallio e dallo spagnolo Julián Simón, entrambi riconfermati.

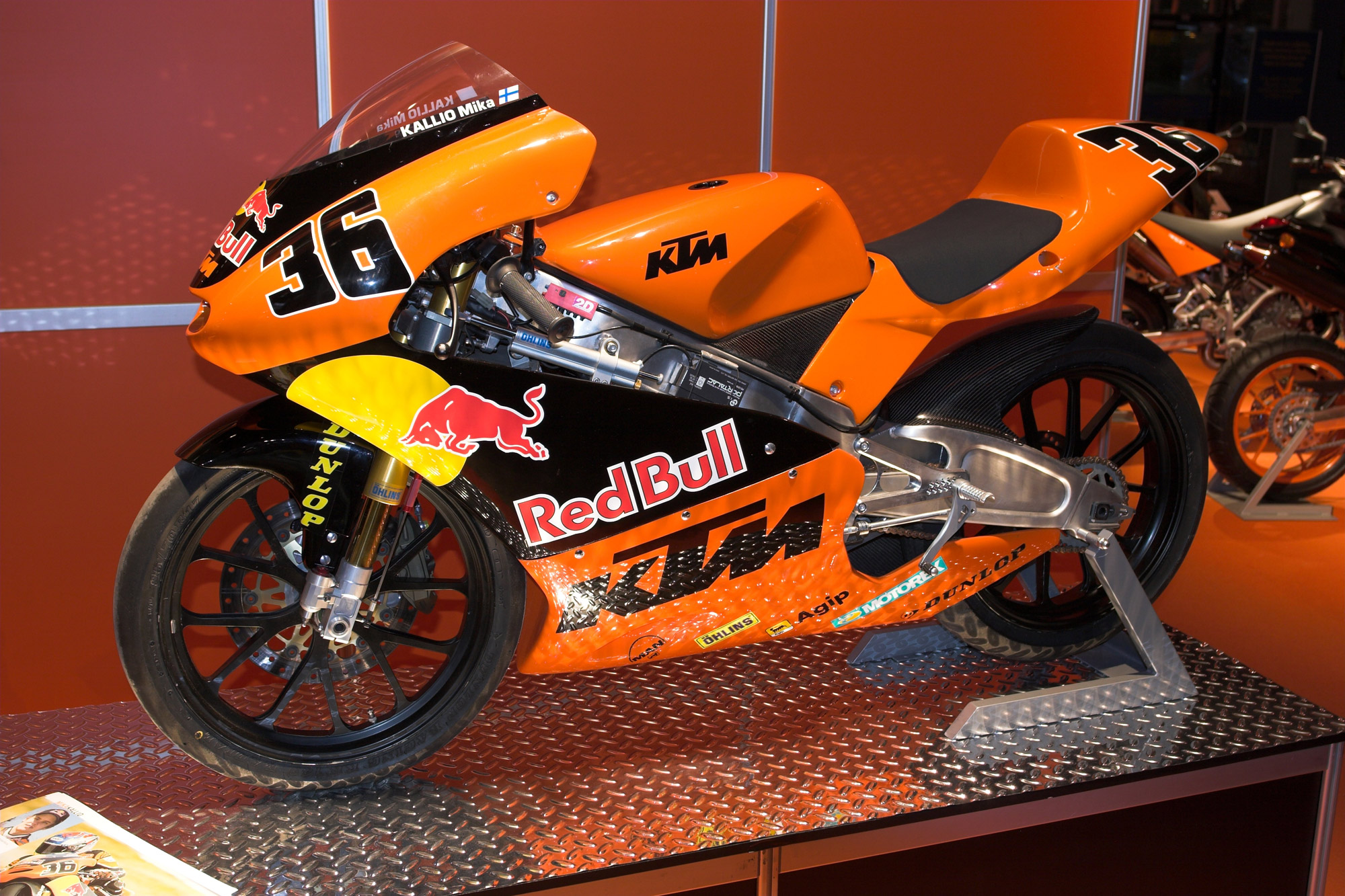
La KTM 125 del motomondiale.

#### Classe 250
Nella classe 250 esordisce nel GP d'Inghilterra 2005 con Anthony West (2º posto e record sul giro in gara all'esordio), nel 2006 ha partecipato con il giapponese Hiroshi Aoyama (che ha dato la prima vittoria nella classe), e con il sammarinese due volte campione del mondo Manuel Poggiali. Continua a partecipare anche in questa categoria vincendo delle gare ma senza mai vincere un titolo fino alla stagione 2009.

#### Moto3
KTM ritorna ufficialmente nel Motomondiale 2011 per correre l'ultimo anno della Classe 125 con un team nato dalla collaborazione tra la Caretta Technology e il Forward Racing, prima di passare, nel Motomondiale 2012 nella nuova classe Moto3 sia con una propria moto, la KTM M32, ma anche come fornitore del motore alla Kalex (con la moto che prende la denominazione di Kalex KTM). Con la nuova moto ottiene subito il doppio titolo Piloti e Costruttori nella categoria nascente con il pilota tedesco Sandro Cortese, che stacca di oltre 100 punti il secondo classificato. La stagione del Motomondiale 2013 è ancora migliore per la casa Austriaca che rivince il doppio mondiale Moto 3 con la nuova KTM RC 250 GP aggiudicandosi 17 gare su 17; il titolo piloti viene vinto da Maverick Viñales. La Stagione 2014 del motomondiale nella moto 3 vede la KTM rivincere (per il terzo anno consecutivo) il titolo costruttori, conquistato, nonostante l'arrivo a pari punti con la Honda, in virtù del maggior numero di vittorie nei singoli gran premi (10 per la moto austriaca e 8 per la Honda).

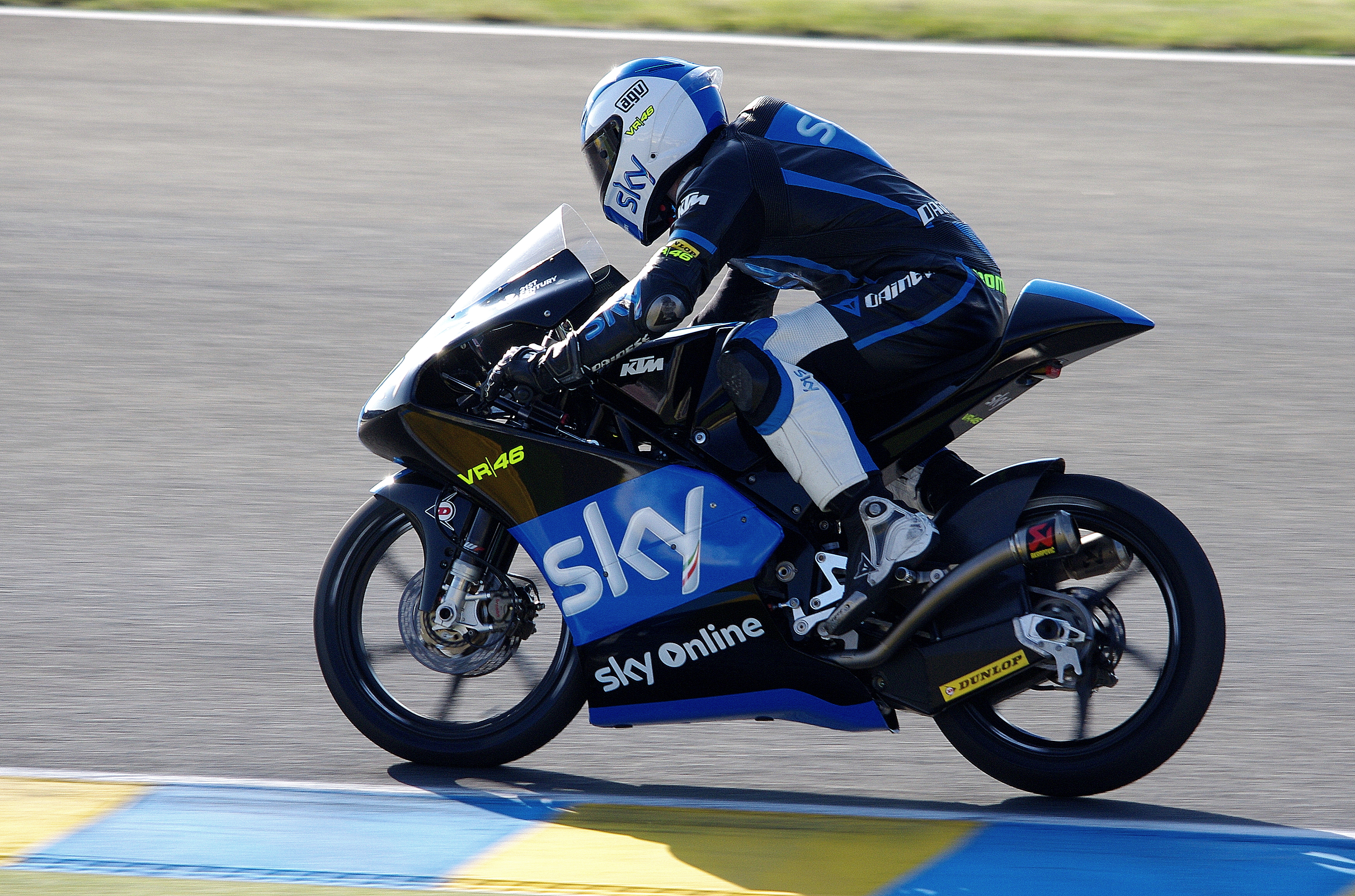
Romano Fenati in sella alla RC250GP del VR46 Racing nel 2014.

Dopo un 2015 avaro di successi, nel 2016 la casa austriaca torna a vincere un titolo nella classe Moto 3 con il sudafricano Brad Binder che vince il campionato con quattro gare d'anticipo sulla fine della stagione. Al termine della stagione, si aggiudica anche il titolo costruttori di categoria. Nel 2017 KTM giunge seconda nella classifica di categoria, andando a cogliere l'unico successo stagionale al Mugello con il pilota italiano Andrea Migno in forza allo SKY Racing Team VR46. Nel 2018 la RC 250 GP risulta essere più competitiva della stagione precedente, permettendo all'italiano Marco Bezzecchi di competere per il titolo lungo tutta la stagione, andando a cogliere tre successi. Nel 2019 KTM lotta per il titolo piloti con Arón Canet dello Sterilgarda Max Racing Team, chiudendo la stagione con cinque successi nei singoli Gran Premi. Nel 2020, dopo aver conquistato otto delle quindici gare in calendario, vince il titolo piloti con Albert Arenas. Nel 2021 conquista il titolo costruttori e il titolo piloti con Pedro Acosta.
Nel 2022 ventidue piloti considerando titolari, sostituti e wild card, partecipano al campionato mondiale di Moto3 con la RC 250 GP (senza considerare le KTM rimarchiate). Tra questi piloti il migliore classificato in campionato è Deniz Öncü che totalizza 200 punti e chiude quinto. KTM vince tre Gran Premi e chiude al terzo posto in classifica costruttori. Nel 2023 KTM fornisce nuovamente, con i suoi marchi controllati, la maggior parte delle motociclette impegnate in questa categoria e conquista il titolo costruttori con un margine di quasi settanta punti su Honda. Tra i piloti prevale nuovamente Öncü che vince tre Gran Premi e chiude quarto in campionato. Il titolo mondiale del 2024 va a David Alonso, mattatore della stagione con quattordici gare vinte sulle venti disputate: il colombiano gareggia con una RC 250 GP rimarchiata CFMoto, dal nome dell'azienda cinese azionista del gruppo Pierer. Pertanto KTM chiude al secondo posto nella classifica costruttori.

#### Moto2
Nel 2016 viene dato l'annuncio del prossimo esordio in Moto2 per KTM, andando a costruire un prototipo attorno al motore, unico per tutti i costruttori, dello storico rivale Honda. La KTM Moto2, nome scelto per il prototipo della classe intermedia del motomondiale, si dimostra fin da subito molto competitiva, andando a cogliere il primo podio di categoria in Argentina, alla seconda gara dal debutto assoluto in pista. Nella stagione 2017 le moto austriache sono affidate al solo team Ajo Motorsport, storico collaboratore, che opta per due piloti che avevano già corso a lungo con KTM in Moto3: il portoghese Miguel Oliveira e il sudafricano Brad Binder. Le prestazioni crescono costantemente durante l'anno, arrivando a vincere le ultime tre gare in calendario, con entrambi i piloti a festeggiare sul podio. Nel 2018, oltre alla confermata collaborazione con Ajo, vengono messe in pista altre tre motociclette, destinate ai Team Swiss Innovative Investors e Kiefer Racing. Oliveira rimane in lizza per il titolo fino alla penultima gara stagionale, mentre Binder chiude la stagione al terzo posto, vincendo tre Gran Premi. Al termine della stagione il Team Ajo si aggiudica la prima edizione della classifica a squadre della Moto2. Nel 2019 la classe Moto2 cambia fornitore di motori. Il nuovo propulsore è un tre cilindri in linea di 765 centimetri cubici di marca Triumph. KTM, dopo un inizio difficoltoso, migliora le proprie prestazioni ottenendo cinque successi con Brad Binder, il primo dei quali in occasione del Gran Premio d'Austria, all'indomani dell'annuncio ufficiale del ritiro dalla categoria.

#### MotoGP
KTM fa il suo esordio in MotoGP in occasione della Gara conclusiva della stagione 2016 a Valencia. A portare in pista la nuova RC16 è il collaudatore finlandese Mika Kallio. La gara si conclude con un ritiro.

### Derivate dalla Serie

#### Mondiale Supersport 300
In questa categoria KTM fa il suo esordio nella gara finale della stagione 2017 mettendo in pista due RC390R affidate ai piloti del Team Runner Bike Omar Bonoli e Jan-Ole Jähnig. Ottengono una buona prestazione (Bonoli 3º in qualifica 5º al traguardo, seguito da Jähnig), tuttavia i risultati ottenuti da entrambi non vengono omologati. Nel 2018 undici piloti, tra titolari sostitutivi e wild card utilizzano la RC390R. La stagione si apre con due vittorie nei primi due Gran Premi, rispettivamente con l'olandese Koen Meuffels e Luca Grünwald. Le vittorie ottenute ad Aragón e Assen, sono i primi successi mondiali della casa austriaca nelle derivate di serie. Alcune modifiche in corso d'opera al regolamento ne limitano le prestazioni nel prosieguo della stagione. Al termine dell'ultima gara, KTM è terza in classifica costruttori con 110 punti ottenuti. Conferma il terzo posto anche nel 2019 ottenendo un podio ad Assen ed una Pole position a Jerez. Nel 2020, partecipando solo ad alcune gare, KTM chiude al terzo posto e ultimo posto tra i costruttori conquistando qualche punto. Nel 2021 prende parte all'intera stagione fornendo la RC390R a tre piloti wild card ed al titolare Victor Steeman che conquista due pole position e la vittoria in gara 1 a Most. La stagione si chiude al terzo posto tra i costruttori con 80 punti.
Nel 2022 una sola RC 390 R prende parte al mondiale Supersport 300. La porta in pista il pilota tedesco Lehmann Lennox, uno dei tre piloti wild card del 2021. Lehman ottiene tre piazzamenti a podio e si classifica al nono posto mentre tra i costruttori KTM si conferma al terzo posto. Nel 2023 il team Freudenberg KTM-Paligo Racing si schiera con il confermato Lennox e con un altro pilota tedescoː Dirk Geiger. Entrambi ottengono una vittoria con Geiger che rimane in corsa per il titolo fino al termine della stagione. KTM chiude nuovamente al terzo posto tra i costruttori. Due vittorie anche nel 2024, entrambe conquistate dal campione uscente Jeffrey Buis, e quarto posto tra i costruttori.

#### Superstock 1000 FIM Cup
KTM fa il suo esordio in questa categoria nella stagione 2008. La moto messa in gioco è la 1190 RC8 R, una bicilindrica con architettura a V di 75 gradi con la struttura del telaio in traliccio di tubi. Durante questa prima stagione la casa austriaca fornisce la motocicletta al team italiano VB Squadra Corse con Lorenzo Baroni come pilota e il team austriaco KTM Mähr Superstock con l'austriaco René Mähr e il finlandese Pauli Pekkanen. In occasione del Gran Premio di Gran Bretagna ottiene i primi e gli unici punti stagionali, col tredicesimo posto di Mähr e il quattordicesimo di Pekkanen. Chiude la prima stagione in Superstock 1000 al sesto e ultimo posto in classifica costruttori. Nel 2009 KTM fornisce le proprie motociclette in esclusiva al team Go Eleven - PMS che si schiera con lo spagnolo Pere Tutusaus e l'italiano Denis Sacchetti. Le prestazioni non sono in linea con quelle della stagione precedente tanto che, al termine della stagione, KTM non ottiene punti validi per la classifica costruttori. Nel 2010 continua la collaborazione con Go Eleven. Al confermato Tutusaus viene affiancato l'italiano Nico Vivarelli. Nel corso della stagione correranno, in qualità di wild card altri tre piloti: Kyle Smith, Marco Rosini e Denis Sacchetti. Con il settimo posto ottenuto da Tutusaus in occasione del Gran Premio di Spagna a Valencia si registra la miglior prestazione assoluta in Stock 1000. La stagione si conclude con il settimo posto in classifica costruttori, con trentanove punti ottenuti, davanti ad Aprilia. Non prende parte al campionato a partire dal 2011.

#### European Junior Cup
La European Junior Cup, manifestazione progettata per i giovani desiderosi di cimentarsi nel mondo delle derivate dalla serie, ha visto KTM svolgere il ruolo di fornitore unico delle moto nella stagione 2012. Il mezzo utilizzato fu la KTM Duke 690 con cui l'austriaco Lukas Wimmer si aggiudicò la seconda edizione di questo campionato.

### Competizioni su sterrato
La casa è impegnata con team ufficiali nei Campionati Mondiali di Motocross, Enduro, Motorally e supporta team semi-ufficiali nel Campionato Mondiale Supermoto. Nel 2007 KTM ha partecipato con team ufficiali ai mondiali di cross MX1 sotto l'egida del nuovo direttore sportivo Stefan Everts con David Philippaerts e Jonathan Barragan, MX2 con il "Rookie of the Year 2006" Tommy Searle e Tyla Rattray ed MX3 con Sven Breugelmans. Ha partecipato inoltre ai mondiali di Enduro in tutte le classi (E1, E2 ed E3) avendo vinto tutti e 3 i titoli nel 2006. Al Rally Dakar, la casa austriaca si è aggiudicata 18 edizioni consecutive dal 2001 al 2019 (nel 2008 la corsa non fu disputata).

#### Palmarès Enduro
| Anno | Pilota Campione     | Classe   |
| ---- | ------------------- | -------- |
| 1990 | Paul Edmondson      | 125 2T   |
| 1990 | Peter Hansson       | 500 2T   |
| 1991 | Jeff Nilsson        | 125 2T   |
| 1992 | Jeff Nilsson        | 125 2T   |
| 1992 | Mario Rinaldi       | 350 4T   |
| 1993 | Giovanni Sala       | 500 2T   |
| 1993 | Fabio Farioli       | 350 4T   |
| 1994 | Giovanni Sala       | 250 2T   |
| 1994 | Mario Rinaldi       | 350 4T   |
| 1995 | Giovanni Sala       | 250 2T   |
| 1997 | Shane Watts         | 125 2T   |
| 1997 | Mario Rinaldi       | 350 4T   |
| 1998 | Giovanni Sala       | 250 2T   |
| 1999 | Juha Salminen       | 125 2T   |
| 1999 | Giovanni Sala       | 400 4T   |
| 2000 | Matteo Rubin        | 250 4T   |
| 2000 | Juha Salminen       | 125 2T   |
| 2000 | Mario Rinaldi       | 400 4T   |
| 2000 | Kari Tiainen        | 500 4T   |
| 2001 | Juha Salminen       | 250 4T   |
| 2002 | Juha Salminen       | 400 4T   |
| 2003 | Juha Salminen       | 500 4T   |
| 2004 | Juha Salminen       | Enduro 2 |
| 2004 | Samuli Aro          | Enduro 3 |
| 2005 | Iván Cervantes      | Enduro 1 |
| 2005 | Samuli Aro          | Enduro 2 |
| 2005 | David Knight        | Enduro 3 |
| 2006 | Iván Cervantes      | Enduro 1 |
| 2006 | Samuli Aro          | Enduro 2 |
| 2006 | David Knight        | Enduro 3 |
| 2007 | Juha Salminen       | Enduro 1 |
| 2007 | Iván Cervantes      | Enduro 3 |
| 2008 | Samuli Aro          | Enduro 3 |
| 2009 | Johnny Aubert       | Enduro 2 |
| 2009 | Iván Cervantes      | Enduro 3 |
| 2010 | David Knight        | Enduro 3 |
| 2012 | Antoine Meo         | Enduro 1 |
| 2012 | Christophe Nambotin | Enduro 3 |
| 2013 | Antoine Meo         | Enduro 1 |
| 2013 | Christophe Nambotin | Enduro 3 |
| 2014 | Christophe Nambotin | Enduro 1 |
| 2014 | Matthew Phillips    | Enduro 3 |
| 2015 | Antoine Meo         | Enduro 2 |
| 2017 | Joseph Garcia       | Enduro 2 |
| 2021 | Joseph Garcia       | Enduro 2 |

#### Palmarès Motocross
| Anno       | Pilota Campione   | Classe   | Moto     |
| ---------- | ----------------- | -------- | -------- |
| 1974       | Guennady Moiseev  | 250cc    | MC 250   |
| 1977       | Guennady Moiseev  | 250cc    | MC 250   |
| 1978       | Guennady Moiseev  | 250cc    | MC 250   |
| 1984       | Heinz Kinigardner | 250cc    | MX 250   |
| 1985       | Heinz Kinigardner | 250cc    | MX 250   |
| 1989       | Trampas Parker    | 125      | MX 125   |
| 1996       | Shayne King       | 500      | MX 380   |
| 2000       | Grant Langston    | 125      | MX 125   |
| Joël Smets | MX3               | SX-F 540 |          |
| 2001       | James Dobb        | 125      | MX 125   |
| 2003       | Joël Smets        | MX3      | SX-F 540 |
| 2003       | Steve Ramon       | 125      | MX 125   |
| 2004       | Ben Townley       | MX2      | SX-F 250 |
| 2006       | Yves Demaria      | MX3      | SX-F 540 |
| 2008       | Tyla Rattray      | MX3      | SX-F 250 |
| 2008       | Sven Breugelmans  | MX3      | SX-F 540 |
| 2009       | Marvin Musquin    | MX2      | SX-F 250 |
| 2009       | Stephanie Laier   | WMX      | SX-F 250 |
| 2010       | Antonio Cairoli   | MX1      | SX-F 350 |
| 2010       | Marvin Musquin    | MX2      | SX-F 250 |
| 2010       | Stephanie Laier   | WMX      | SX-F 250 |
| 2011       | Antonio Cairoli   | MX1      | SX-F 350 |
| 2011       | Ken Roczen        | MX2      | SX-F 250 |
| 2011       | Stephanie Laier   | WMX      | SX-F 250 |
| 2012       | Antonio Cairoli   | MX1      | SX-F 350 |
| 2012       | Jeffrey Herlings  | MX2      | SX-F 250 |
| 2012       | Matthias Walkner  | Open     | SX-F 450 |
| 2013       | Jeffrey Herlings  | MX2      | SX-F 250 |
| 2013       | Antonio Cairoli   | MX1      | SX-F 350 |
| 2014       | Jordi Tixier      | MX2      | SX-F 250 |
| 2014       | Antonio Cairoli   | MXGP     | SX-F 350 |
| 2017       | Pauls Jonass      | MX2      | SX-F 250 |
| 2017       | Antonio Cairoli   | MXGP     | SX-F 450 |
| 2018       | Jorge Prado       | MX2      | SX-F 250 |
| 2018       | Jeffrey Herlings  | MXGP     | SX-F 450 |
| 2019       | Jorge Prado       | MX2      | SX-F 250 |
| 2020       | Tom Vialle        | MX2      | SX-F 250 |
| 2021       | Jeffrey Herlings  | MXGP     | SX-F 450 |
| 2022       | Tom Vialle        | MX2      | SX-F 250 |
| 2023       | Andrea Adamo      | MX2      | SX-F 250 |

#### Palmarès Rally Dakar
| Anno | Pilota Campione  | Moto      |
| ---- | ---------------- | --------- |
| 2001 | Fabrizio Meoni   | LC4 660R  |
| 2002 | Fabrizio Meoni   | LC8 950R  |
| 2003 | Richard Sainct   | LC4 660R  |
| 2004 | Nani Roma        | LC4 660R  |
| 2005 | Cyril Despres    | LC4 660R  |
| 2006 | Marc Coma        | LC4 660R  |
| 2007 | Cyril Despres    | 660 Rally |
| 2009 | Marc Coma        | 660 Rally |
| 2010 | Cyril Despres    | 660 Rally |
| 2011 | Marc Coma        | 450 Rally |
| 2012 | Cyril Despres    | 450 Rally |
| 2013 | Cyril Despres    | 450 Rally |
| 2014 | Marc Coma        | 450 Rally |
| 2015 | Marc Coma        | 450 Rally |
| 2016 | Toby Price       | 450 Rally |
| 2017 | Sam Sunderland   | 450 Rally |
| 2018 | Matthias Walkner | 450 Rally |
| 2019 | Toby Price       | 450 Rally |
| 2023 | Kevin Benavides  | 450 Rally |
| 2025 | Daniel Sanders   | 450 Rally |